# دقة عبدان

تعديل مصدري - تعديل

دقة عبدان هي إحدى قرى عزلة القارة بمديرية رصد التابعة لمحافظة أبين، بلغ تعداد سكانها 267 نسمة حسب تعداد اليمن لعام 2004.